# Rorqual blau
El rorqual blau o balena blava (Balaenoptera musculus) és un mamífer marí del parvordre dels misticets. La seva llargada de fins a 33,6 metres i el seu pes de fins a 190 tones en fan l'animal més gros que ha existit mai. El seu cos llarg i esvelt presenta diversos matisos de gris blavós a la part dorsal i una coloració una mica més clara a la part ventral.
El Comitè de Taxonomia de la Societat de Mastologia Marina en reconeix cinc subespècies: B. m. musculus del nord dels oceans Atlàntic i Pacífic, B. m. intermedia de l'oceà Antàrtic, B. m. brevicauda (rorqual blau pigmeu), de l'oceà Índic i el sud de l'oceà Pacífic, B. m. indica, de l'oceà Índic, i una espècie no descrita de la costa de Xile. Com en el cas dels altres misticets, la seva dieta es compon gairebé exclusivament d'uns crustacis petits anomenats «krill».
Els rorquals blaus foren abundants a gairebé tots els oceans fins a principis del segle xx. Els baleners els caçaren durant més de 40 anys fins que gairebé s'extingiren i la comunitat internacional intervingué per protegir-los el 1966. Un informe publicat el 2002 estimà que quedaven entre 5.000 i 12.000 rorquals blaus, distribuïdes en almenys cinc grups. Investigacions més recents sobre la subespècie pigmea suggereixen que aquesta estimació es podria quedar curta. Abans de la caça de balenes, la població més gran era la de l'oceà Antàrtic, amb aproximadament 239.000 individus (entre 202.000 i 311.000). Ara només en queden concentrations molt més petites (aprox. 2.000 exemplars) a cadascun dels grups del Pacífic nord-oriental, l'Antàrtic i l'Índic. N'hi ha dos grups més al nord de l'Atlàntic i com a mínim dos més a l'hemisferi sud. La diversitat genètica dels rorquals blaus supervivents és alta, cosa que pot ajudar a recuperar els nivells de població d'abans de l'activitat balenera.

## Taxonomia
Els rorquals blaus pertanyen als balenoptèrids, una família que inclou la iubarta, el rorqual comú, Balaenoptera brydei, el rorqual boreal i el rorqual d'aleta blanca. Es creu que la família dels balenoptèrids divergí de les altres famílies del parvordre dels misticets ja a l'Oligocè mitjà. Tanmateix, no se sap quan divergiren els membres d'aquestes famílies els uns dels altres.
El rorqual blau sol ser classificat com una de les vuit espècies del gènere Balaenoptera; una autoritat la situa en un gènere monotípic diferent, Sibbaldus, però aquesta teoria no ha estat acceptada. L'anàlisi de seqüències d'ADN indica que el rorqual blau és més proper filogenèticament al rorqual boreal (Balaenoptera borealis) i Balaenoptera brydei que a les altres espècies de Balaenoptera i més propera a la iubarta (Megaptera) i la balena grisa (Eschrichtius) que als rorquals d'aleta blanca (Balaenoptera acutorostrata i Balaenoptera bonaerensis). Si aquestes relacions són confirmades per investigacions posteriors, caldrà reclassificar els rorquals.
Hi ha hagut com a mínim 11 casos documentats d'adults híbrids de rorqual blau i rorqual comú en llibertat. Arnason i Gullberg consideren la distància genètica entre les dues espècies similar a la d'un ésser humà i un goril·la. Investigadors que treballaven a les aigües de Fiji creuen que fotografiaren un híbrid de rorqual blau i iubarta.
El nom específic musculus és en llatí i podria significar «musculós», però també es pot interpretar com «ratolí petit». Carl von Linné, que donà nom a l'espècie a la seva obra influent Systema Naturae del 1758, ho hauria sabut i podria haver triat aquest nom amb doble sentit a propòsit. Herman Melville anomenà aquesta espècie la «balena de ventre de color de sofre» a la seva novel·la Moby Dick, en referència a la tonalitat marró-taronja o groga de la part ventral, que és deguda a pel·lícules de diatomees a la pell. Altres noms comuns del rorqual blau inclouen rorqual de Sibbald (en honor de Sir Robert Sibbald), gran balena blava i gran rorqual boreal. Aquests noms han caigut en desús.
Els científics subdivideixen l'espècie en tres o quatre subespècies: B. m. musculus, el rorqual blau septentrional, que inclou les poblacions del nord de l'Atlàntic i el Pacífic; B. m. intermedia, el rorqual blau meridional de l'oceà Antàrtic; B. m. brevicauda, el rorqual blau pigmeu, que viu als oceans Índic i Pacífic del sud; i la més problemàtica és B. m. indica, el gran rorqual indi, que també viu a l'oceà Índic i que, tot i haver estat descrit abans, podria formar part de la mateixa subespècie que B. m. brevicauda.

## Descripció i comportament
El rorqual blau té un llarg cos afusat que sembla allargat en comparació amb la constitució més robusta d'altres cetacis. El cap és pla i en forma de U i té una cresta prominent que va des de l'espiracle fins a dalt del llavi superior. La part davantera de la boca està plena de barbes; aproximadament, 300 làmines (cadascuna de les quals mesura, aproximadament, un metre de llarg) pengen del maxil·lar superior, estenent-se fins a 0,5 m boca endins. Entre 60 i 90 solcs anomenats plecs ventrals recorren la gorja en paral·lel a la llargada del cos. Aquests plecs contribueixen a evacuar aigua de la boca després de l'alimentació per arremesa (vegeu Alimentació).

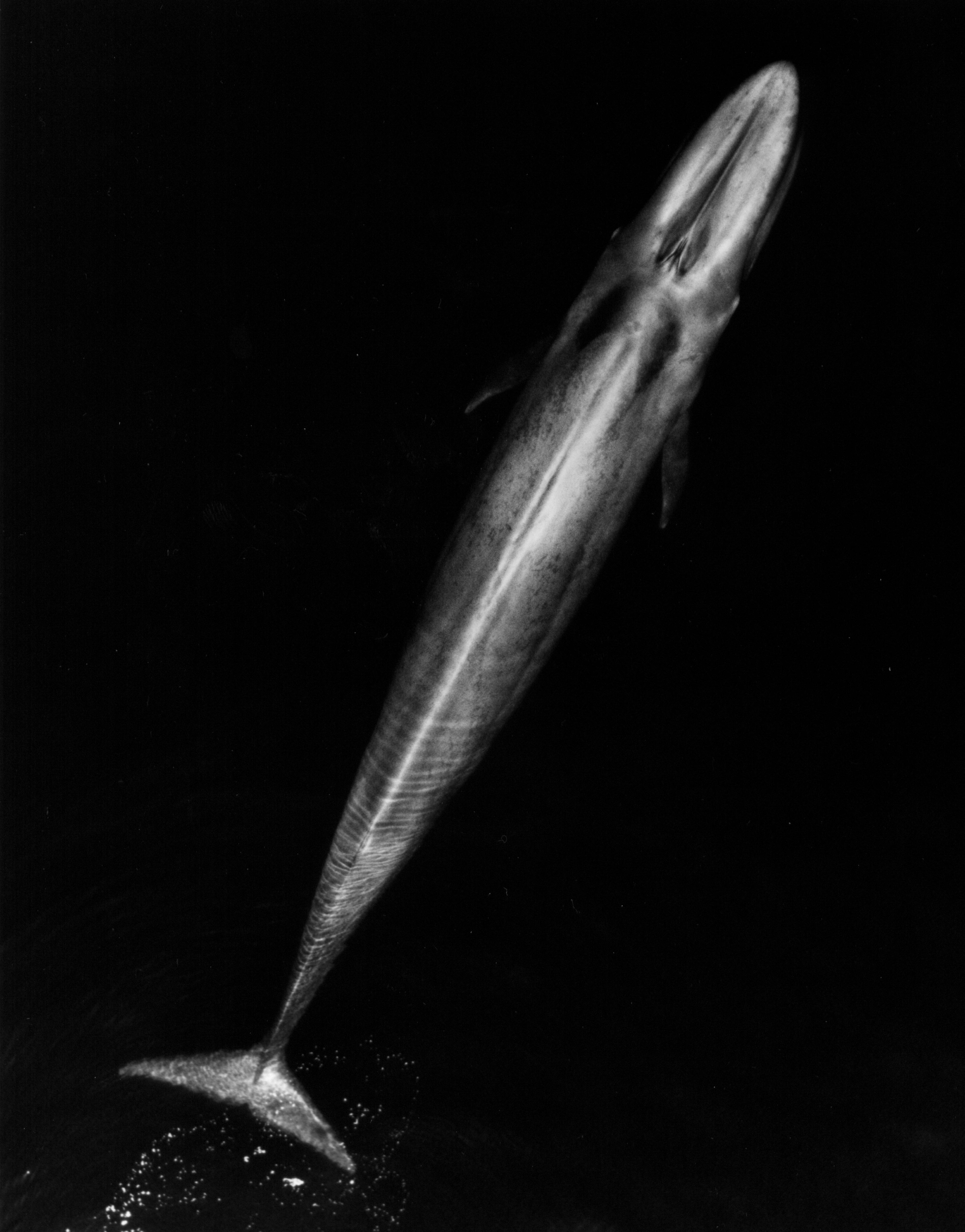
Rorqual blau adult

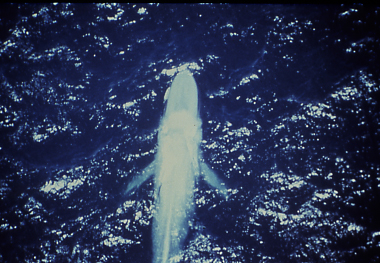
Vista aèria d'un rorqual blau, mostrant ambdues aletes pectorals

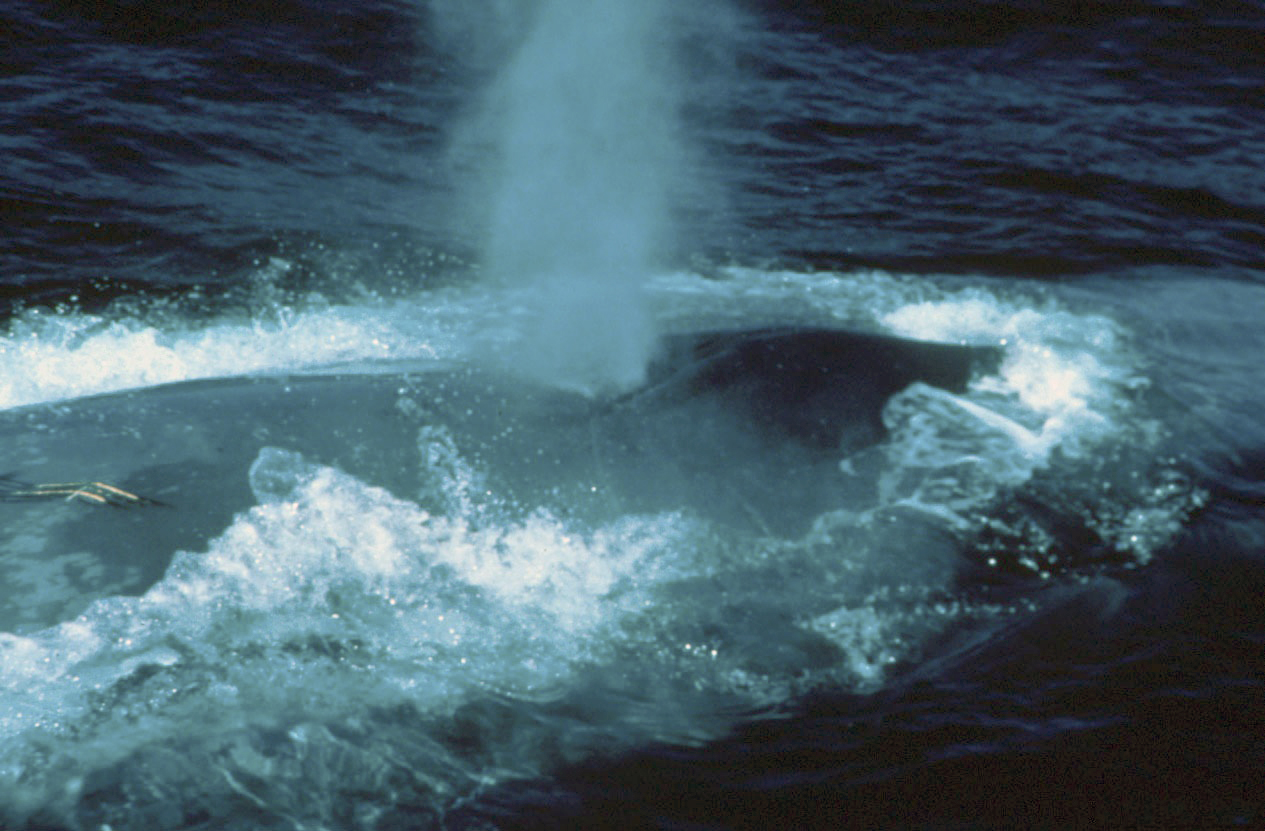
Espiracle d'un rorqual blau

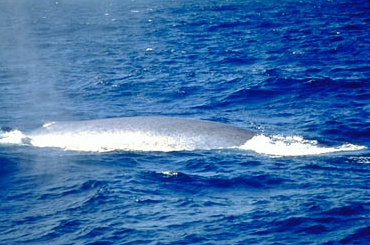
La petita aleta dorsal d'aquest rorqual blau amb prou feines es pot veure a l'extrem esquerre.

L'aleta dorsal és petita, i només és breument visible quan l'animal es capbussa. Es troba vers la línia de tres quarts del cos del rorqual i varia d'un individu a un altre: alguns només tenen un bony pràcticament imperceptible, però altres tenen dorsals prominents en forma de falç. Quan pugen a la superfície per respirar, els rorquals blaus treuen l'espatlla i l'espiracle per sobre l'aigua a més distància que altres misticets grossos, com ara el rorqual comú o el rorqual boreal. Els observadors poden utilitzar aquest tret per diferenciar les espècies a la mar. Alguns rorquals blaus de l'Atlàntic i el Pacífic septentrionals alcen l'aleta caudal quan es capbussen. En respirar, el rorqual emet un doll unicolumnar vertical espectacular que pot arribar fins a 12 m d'alçada, tot i que sol trobar-se al voltant de 9 m. Té una capacitat pulmonar de 5.000 litres. Els rorquals blaus tenen dos espiracles protegits per un gran paraesquitxos.
Les aletes mesuren 3-4 m de llarg. La part superior és grisa amb una vora blanca i prima. La part inferior és blanca. El cap i l'aleta caudal solen ser d'un gris uniforme. La part superior del rorqual i, de vegades, les aletes solen tenir taques. La quantitat de taques varia significativament d'un individu a un altre. Alguns tenen un color gris pissarra, però altres presenten una notable combinació de blaus foscos, grisos i negres, tots plens de taques.
Els rorquals blaus poden assolir una velocitat de 50 km/h en distàncies curtes, normalment quan interaccionen amb altres exemplars, però habitualment es mouen a una velocitat d'uns 20 km/h. S'alenteixen a 5 km/h per alimentar-se.
Els rorquals blaus solen viure sols o amb un altre individu. No se sap durant quant de temps romanen juntes aquestes parelles. En indrets on hi ha una gran concentració d'aliments, s'han observat fins a 50 rorquals blaus en una àrea petita. Tanmateix, no formen els grups cohesionats que formen altres espècies de cetacis.

### Mida
A causa de la seva mida, resulta difícil pesar els rorquals blaus. La majoria de rorquals blaus morts pels baleners no eren pesats sencers, sinó després de ser dividits en trossos més manejables. Això provocava que se subestimés el pes total del rorqual a causa de la pèrdua de sang i altres fluids. Tanmateix, es registraren pesos entre 150 i 170 tones d'animals que assolien una llargada de fins a 27 m. El National Marine Mammal Laboratory (NMML) dels Estats Units estimà el pes d'un exemplar de 30 m de llarg en més de 180 tones. El rorqual blau més gran pesat amb precisió pels científics de l'NMML fins ara fou una femella que pesava 177 tones.
El rorqual blau és l'animal més gros de tots els temps que s'hagi trobat. el dinosaure del Mesozoic més gran conegut fou l'argentinosaure, amb un pes estimat de fins a 90 tones, tot i que una vèrtebra controvertida d'Amphicoelias fragillimus podria indicar que l'animal pesava fins a 122 tones i mesurava fins a 40 m. També s'ha estimat el pes del poc conegut bruhathkayosaure, amb valors que varien entre 140 i 220 tones, amb estimacions de la llargada que arriben fins a 45 m. El peix extint Leedsichthys podria haver-se acostat a la seva mida. Tanmateix, costa de trobar fòssils complets, cosa que fa difícil les comparacions de mida. Tots aquests animals són considerats més petits que el rorqual blau.
Hi ha incertesa respecte al rorqual blau més gros trobat, car la majoria de dades provenen de rorquals blaus morts en aigües de l'Antàrtic durant la primera meitat del segle xx i foren recollides per baleneres que no tenien grans coneixements de tècniques de mesurament zoològiques estàndard. Els rorquals més llargs mai documentades foren dues femelles que mesuraven 33,6 i 33,3 m, respectivament. El rorqual més llarg mai mesurat pels científics de l'NMML feia 29,9 m.
La llengua d'un rorqual blau pesa unes 2,7 tones i, quan s'obre del tot, la boca és capaç d'agafar fins a 90 tones d'aliments i aigua. Tot i la mida de la boca, les dimensions de la gola són tan reduïdes que un rorqual blau no es pot empassar un objecte més gran que una pilota de platja. El cor pesa uns 180 kg i és el més gros del regne animal. L'aorta d'un rorqual blau té un diàmetre d'uns 23 cm. Durant els primers set mesos de vida, una cria de rorqual blau beu, aproximadament, 400 litres de llet al dia. Les cries guanyen pes ràpidament, fins a 90 kg al dia. En néixer, els rorquals blaus ja pesen 2.700 kg, el mateix que un hipopòtam adult.

### Alimentació
Els rorquals blaus s'alimenten gairebé exclusivament de krill, tot i que també agafen petites quantitats de copèpodes. Les espècies de zooplàncton consumides pels rorquals blaus varien d'un oceà l'altra. A l'Atlàntic nord, les preses habituals són Meganyctiphanes norvegica, Thysanoessa raschii, Thysanoessa inermis i Thysanoessa longicaudata; al Pacífic nord, Euphausia pacifica, Thysanoessa inermis, Thysanoessa longipes, Thysanoessa spinifera, Nyctiphanes symplex i Nematoscelis megalops; i a l'Antàrtic, Euphausia superba, Euphausia crystallorophias i Euphausia valentin.
Un rorqual blau adult es pot menjar fins a 40 milions de krill en un dia. Els rorquals sempre s'alimenten a les àrees amb la concentració més elevada de krill i a vegades ingereixen fins a 3.600 kg de krill en un sol dia. Les necessitats calòriques diàries d'un rorqual blau adult són d'aproximadament 1,5 milions de calories.
Com que el krill es mou, els rorquals se solen alimentar a profunditats de més de 100 m durant el dia i només s'alimenten a la superfície de nit. Generalment quan s'alimenten es capbussen durant 10 minuts, tot i que també són habituals immersions de fins a 20 minuts. La immersió més llarga observada fou de 36 minuts. El rorqual s'alimenta envestint grups de krill, agafant els animals i una gran quantitat d'aigua a la boca. Aleshores, l'aigua és expulsada per les barbes mitjançant pressió provinent de la butxaca ventral i la llengua. Una vegada ja no queda aigua a la boca, el krill restant no pot passar per entre les barbes i és empassat. El rorqual blau també consumeix alguns peixos, crustacis i sípies petits que agafa juntament amb el krill.

### Cicle vital

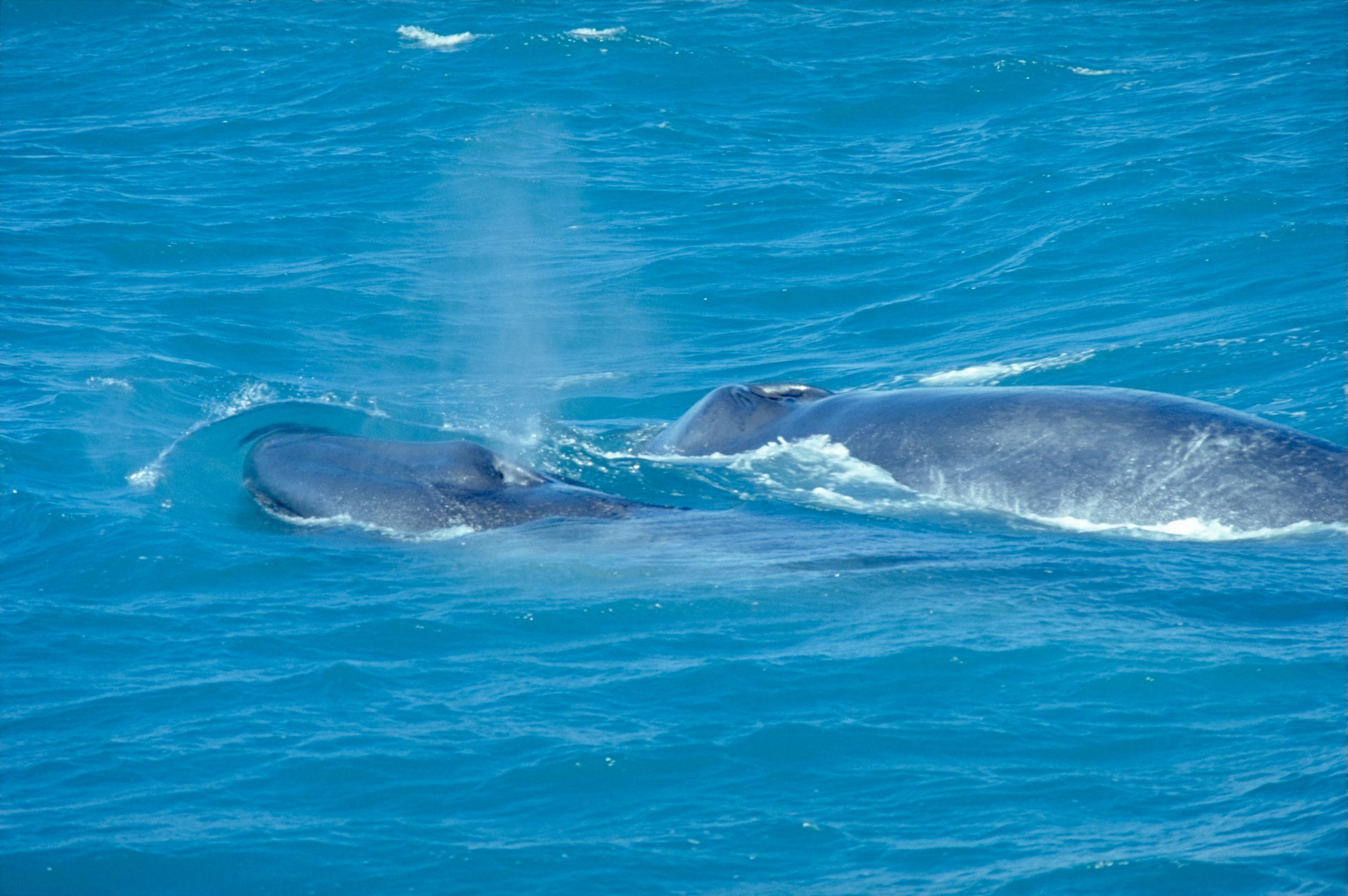
Rorqual blau jove amb la seva mare

La temporada d'aparellament comença al final de la tardor i s'allarga fins a la fi de l'hivern. No se sap gaire sobre el comportament d'aparellament o els terrenys de cria. Les femelles solen tenir una cria una vegada cada dos o tres anys, a principis de l'hivern després d'un període de gestació d'entre deu i dotze mesos. La cria pesa unes 2,5 tones i mesura uns 7 m de llarg. Les cries beuen entre 380 i 750 litres de llet al dia. El deslletament es produeix quan l'animal ja té uns sis mesos i mesura el doble de llarg. La maduresa sexual s'assoleix entre els vuit i els deu anys, quan els mascles ja mesuren 20 metres de llarg (o més, a l'hemisferi sud). Les femelles són encara més grans i assoleixen la maduresa sexual vers els cinc anys, quan mesuren uns 21 metres de llarg.
Els científics estimen que els rorquals blaus poden viure almenys 80 anys; tanmateix, com que els registres individuals no es remunten a l'època de la caça de balenes, no se sabrà amb certesa fins d'aquí a molts anys. L'estudi més llarg d'un mateix individu s'allargà durant 34 anys al nord-est del Pacífic. L'únic depredador natural dels rorquals és l'orca. Els estudis indiquen que fins a un 25% dels rorquals blaus adults presenten cicatrius provocades per atacs d'orca. Es desconeix la taxa de mortalitat d'aquests atacs.
Les avarades de rorqual blau són extremament rares i, a causa de l'estructura social de l'espècie, no es coneix cap instància d'avarada en massa. Tanmateix, quan es produeix una avarada pot despertar l'interès del públic. El 1920, un rorqual blau s'avarà a prop de Bragar, a Lewis (Hèbrides Exteriors, Escòcia). Uns baleners li havien disparat al cap, però l'arpó no havia explotat. Com en altres animals, l'instint fonamental del rorqual era continuar respirant a qualsevol preu, encara que això impliqués avarar-se per tal de no ofegar-se. Dos dels ossos del rorqual foren erigits al costat d'una carretera principal de Lewis i avui en dia encara són una atracció turística.

### Vocalitzacions
Les estimacions de Cummings i Thompson (1971) suggereixen que el nivell font dels sons emesos pels rorquals blaus és d'entre 155 i 188 decibels quan se'l mesura en relació amb una pressió de referència d'un micropascal en un metre. Tots els grups de rorquals blaus emeten sons a una freqüència fonamental d'entre 10 i 40 Hz; la freqüència més baixa que els humans són capaços de percebre és generalment de 20 Hz. Les crides de rorqual blau duren entre deu i trenta segons. Els rorquals blaus de la costa de Sri Lanka han estat enregistrats repetidament emetent «cants» de quatre notes amb una durada d'uns dos minuts cadascun, que recorden els coneguts cants de les iubartes. Els investigadors creuen que, ja que aquest fenomen no ha estat observat en altres poblacions, podria ser específic de la subespècie B. m. brevicauda (pigmea).
Es desconeixen els motius d'aquestes vocalitzacions. Richardson et al. (1995) proposen sis raons possibles:
1. Mantenir les distàncies entre individus
2. Reconèixer les espècies i els individus
3. Transmetre informació contextual (per exemple, alimentació, alarma, festeig)
4. Mantenir l'organització social (per exemple, crides de contacte entre femelles i mascles)
5. Localitzar fonts de preses

## Poblacions i caça de balenes

### Època de la caça

Les poblacions de rorquals blaus han decaigut molt a causa de la caça comercial de balenes.

Els rorquals blaus no són fàcils de capturar ni de matar. La seva força i potència les protegiren dels primers baleners, que preferien atacar catxalots i balenes franques. El 1864, el noruec Svend Foyn equipà un vaixell de vapor amb arpons dissenyats específicament per capturar cetacis grans. Tot i que al principi era voluminós i tenia poc èxit, Foyn perfeccionà el fusell submarí i ben aviat s'establiren diverses estacions baleneres a la costa de Finnmark, al nord de Noruega. L'última estació balenera de Finnmark tancà el 1904 a causa de disputes amb els pescadors locals.
Aviat es començaren a caçar rorquals blaus a Islàndia (1883), les illes Fèroe (1894), Terranova (1898) i Spitsbergen (1903). El 1904-05 es capturaren els primers rorquals blaus a Geòrgia del Sud. El 1925, amb l'arribada de l'arrossegament de popa als vaixells factoria i l'ús de vaixells baleners de vapor, les captures de rorquals blaus i de cetacis en general a l'Antàrtic i Subantàrtic es dispararen. Entre el 1930 i el 1931, aquests vaixells mataren 29.400 rorquals blaus només a l'Antàrtic. Després de la Segona Guerra Mundial les poblacions havien patit un declivi significatiu i el 1946 s'implementaren les primeres quotes per restringir el comerç internacional de balenes, però resultaren ineficaces a causa de la manca de diferenciació entre espècies. Les espècies rares podien ser caçades d'igual manera que les relativament abundants.
La caça de rorquals blaus fou prohibida a la dècada del 1960 per la Comissió Balenera Internacional, i la caça il·legal duta a terme per l'URSS s'acabà a la dècada del 1970, quan ja s'havien mort 330.000 rorquals blaus a l'Antàrtic, 33.000 a la resta de l'hemisferi sud, 8.200 al nord del Pacífic i 7.000 al nord de l'Atlàntic. La població original més gran, la de l'Antàrtic, havia quedat reduïda a un 0,15% de la seva abundància inicial.

### Població i distribució actuals

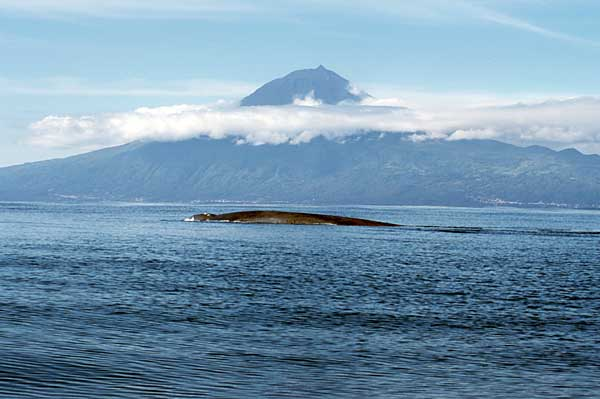
Rorqual blau amb les Açores al fons

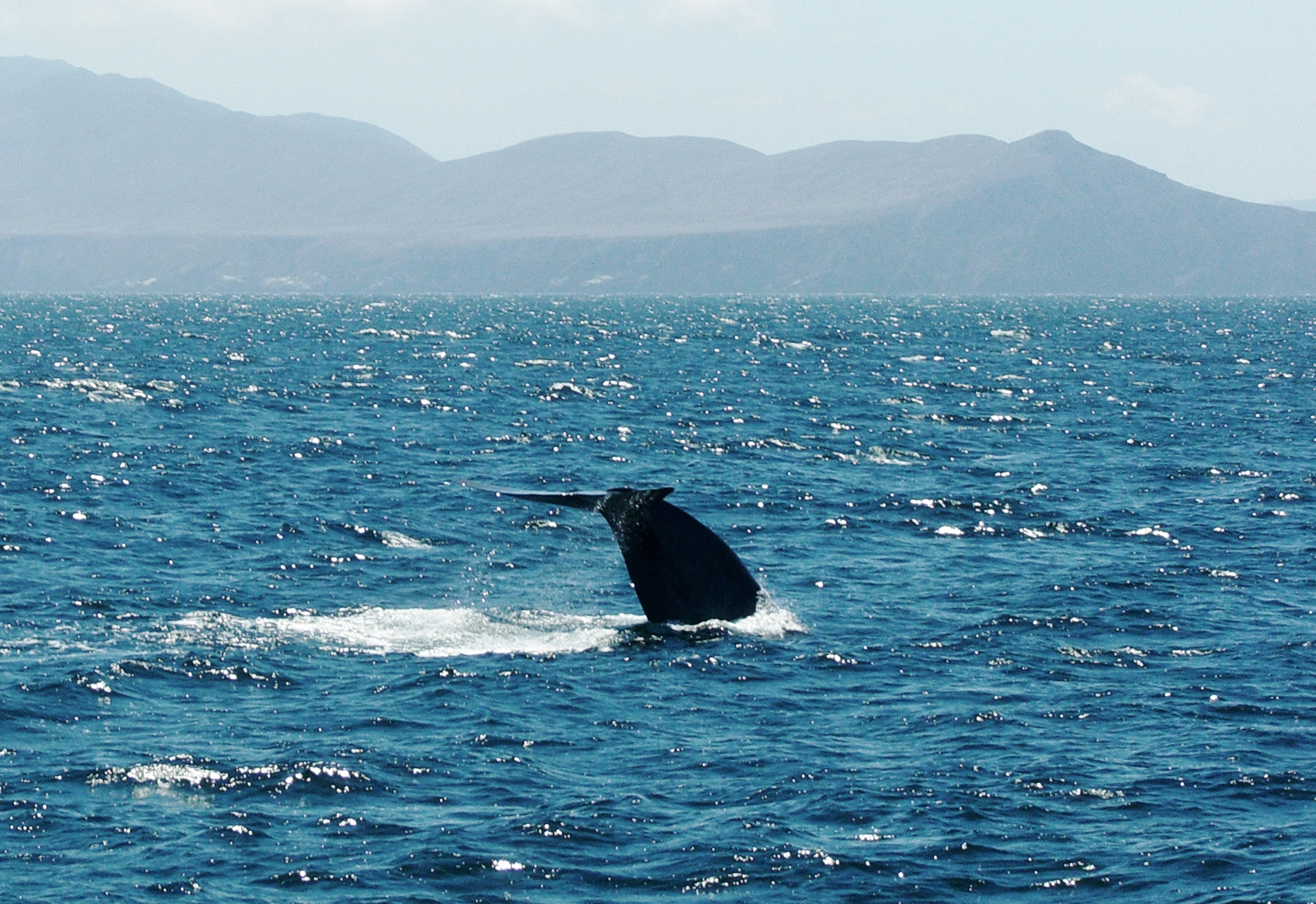
Imatge de l'aleta caudal d'un rorqual blau amb les illes Santa Bàrbara al fons (agost del 2007)

Des que se'n prohibí la caça, els estudis no han aconseguit determinar si la població global de rorquals blaus, que depèn de la conservació, està augmentant o estabilitzada. A l'Antàrtida, les millors estimacions indiquen un increment significatiu d'un 7,3% a l'any des de la fi de la caça il·legal soviètica, però les poblacions continuen a menys d'un 1% dels nivells originals. També s'ha suggerit que les poblacions d'Islàndia i Califòrnia estan creixent, però aquests augments no tenen significació estadística. El 2002 s'estimà que la població global total era d'entre 5.000 i 12.000 exemplars, tot i que hi ha un alt grau d'incertesa en les estimacions disponibles per moltes àrees.
La Llista Vermella de la UICN ha classificat el rorqual blau com a «espècie amenaçada» des que es començà a publicar la llista. Als Estats Units, el National Marine Fisheries Service les considera com amenaçades sota l'Endangered Species Act. La concentració més elevada, amb uns 2.000 individus, és la població del nord-est del Pacífic de rorqual blau septentrional (B. m. musculus), que s'estén des d'Alaska fins a Costa Rica, però que passa gran part del temps a Califòrnia durant l'estiu. En rares ocasions, aquesta població visita el nord-oest del Pacífic, entre Kamtxatka i l'extrem nord del Japó.
Al nord de l'Atlàntic es reconeixen dues poblacions de B. m. musculus. La primera es troba a prop de Groenlàndia, Terranova, Nova Escòcia i el golf de Sant Llorenç. Es calcula que aquest grup compta amb uns 500 individus. Un segon grup més oriental és albirat des de les Açores a la primavera i Islàndia al juliol i l'agost; se suposa que els rorquals segueixen la dorsal mesoatlàntica entre les dues illes volcàniques. Més enllà d'Islàndia, s'han observat rorquals blaus tan al nord com Spitsbergen i Jan Mayen, però són rars. Els científics desconeixen on passen l'hivern aquests rorquals. La població total de l'Atlàntic nord és estimada en entre 600 i 1.500 exemplars.
A l'hemisferi sud sembla haver-hi dues subespècies distintes, B. m. intermedia i el poc estudiat rorqual blau pigmeu, B. m. brevicauda, que viu en aigües de l'oceà Índic. Els estudis més recents (mitjans del 1998) oferiren una estimació de 2.280 rorquals blaus a l'Antàrtic, de les quals menys d'un 1% són probablement rorquals blaus pigmeus. Les estimacions d'un estudi del 1996 indicaren que hi havia 424 rorquals blaus pigmeus en només una petita àrea al sud de Madagascar, de manera que és probable que la població total de l'oceà Índic sigui de milers d'exemplars. Si això fos cert, els nombres globals serien molt més elevats del que prediuen les estimacions.
Una quarta subespècie, B. m. indica, fou identificada per Blyth el 1859 al nord de l'oceà Índic, però les dificultats a l'hora d'identificar caràcters distintius d'aquesta subespècie feren que fos utilitzada com a sinònim de B. m. brevicauda, el rorqual blau pigmeu. Els registres de captures soviètiques semblen indicar que la mida de les femelles adultes és més propera a la del rorqual blau pigmeu que la de B. m. musculus, tot i que les poblacions de B. m. indica i B. m. brevicauda semblen distintes i les seves respectives temporades d'aparellament tenen gairebé sis mesos de diferència.
Els patrons migratoris d'aquestes subespècies no són ben coneguts. Per exemple, s'han observat rorquals blaus pigmeus al nord de l'oceà Índic (Oman, Maldives, Sri Lanka), on podrien formar una població resident distinta. A més, la població de rorquals blaus que viu davant de Xile i el Perú també podria representar una població diferent. Alguns rorquals blaus antàrtics s'acosten a la costa oriental de l'Atlàntic sud durant l'hivern i a vegades se senten les seves vocalitzacions davant del Perú, Austràlia Occidental i el nord de l'oceà Índic. A Xile, el Centre de Conservació dels Cetacis, amb el suport de l'Armada de Xile, està duent a terme una investigació exhaustiva i tasques de conservació en un agregat d'alimentació de l'espècie descobert recentment davant la costa de l'illa Chiloé, en una àrea anomenada «Golfo del Corcovado», on s'observaren 326 rorquals blaus a l'estiu del 2007.
Els esforços per calcular la població de rorquals blaus de manera més precisa compten amb el suport dels mastòlegs marins de la Universitat Duke, que manté l'OBIS-SEAMAP (Ocean Biogeographic Information System—Spatial Ecological Analysis of Megavertebrate Populations, 'Sistema d'Informació Biogeogràfica dels Oceans—Anàlisi Ecològica Espacial de Poblacions de Megavertebrats'), una col·lecció de dades d'observacions de mamífers marins amb unes 130 fonts.

### Altres amenaces

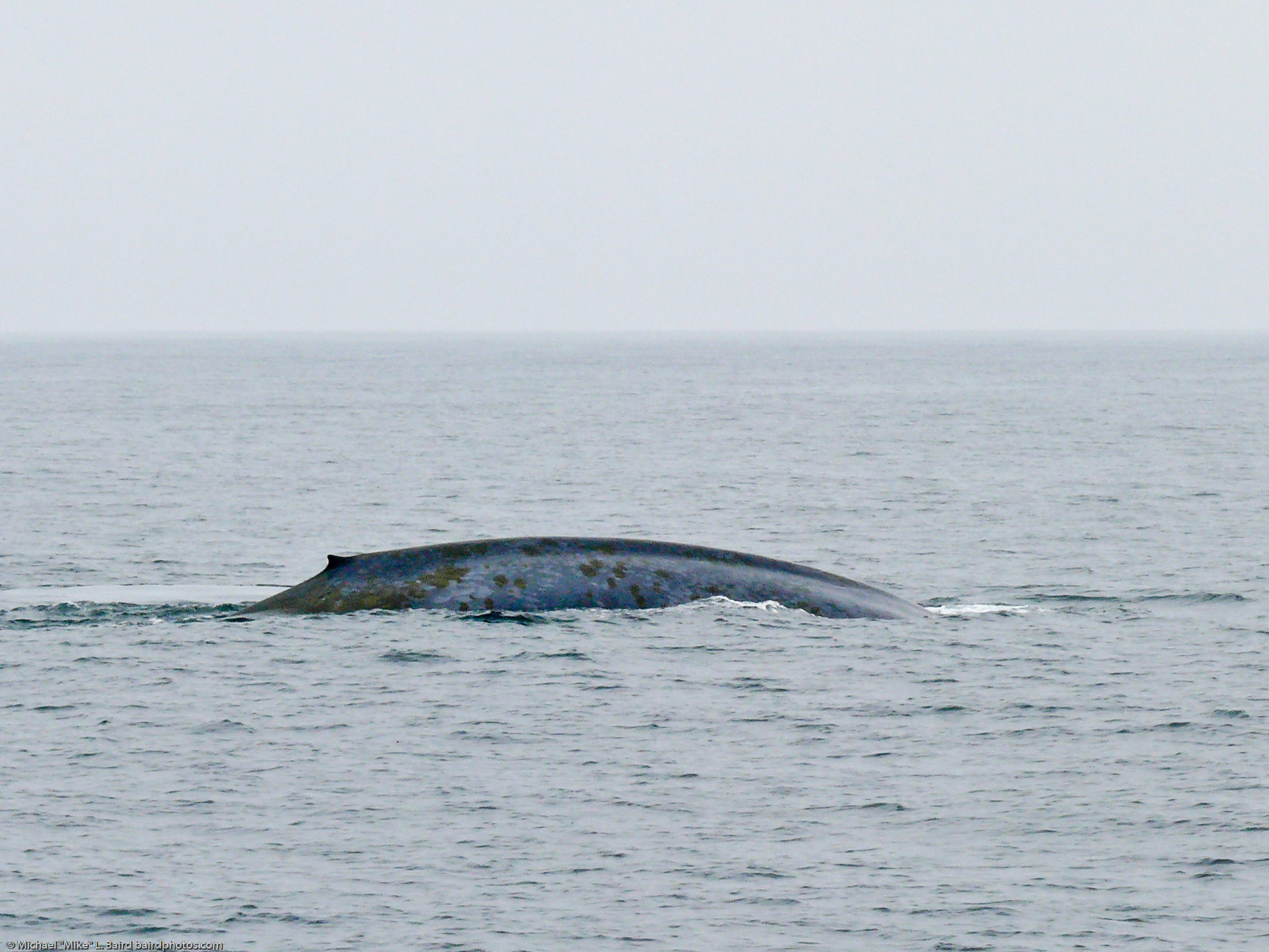
Un rorqual blau surt a la superfície davant de l'Illa Santa Cruz de les illes Santa Bàrbara, a prop de Califòrnia.

A causa de la seva enorme mida, potència i velocitat, els rorquals blaus adults pràcticament no tenen depredadors naturals. Tanmateix, hi ha un cas documentat a la revista National Geographic d'un rorqual blau atacat per orques. Tot i que les orques no foren capaces de matar-lo, el rorqual blau patí ferides molt greus i probablement morí poc després de l'atac.
Els rorquals blaus poden patir ferides, de vegades mortals, en col·lidir amb vaixells oceànics o si queden atrapades o enganxades amb material de pesca. La creixent quantitat de soroll oceànic, incloent-hi el sonar, ofega les vocalitzacions dels rorquals, cosa que en dificulta la comunicació. Les amenaces d'origen humà a la recuperació potencial de les poblacions de rorquals blaus també inclouen l'acumulació de bifenil policlorat (PCB) al cos dels rorquals.
A mesura que l'escalfament global fa que les glaceres i el permafrost es desfacin ràpidament i permet que flueixin grans quantitats d'aigua dolça als oceans, existeix la preocupació que, si la quantitat d'aigua dolça als oceans assoleix un punt crític, es produirà una pertorbació de la circulació termohalina. Tenint en compte que els patrons migratoris del rorqual blau es basen en la temperatura dels oceans, una pertorbació d'aquesta circulació, que mou aigües càlides i fredes arreu del món, tindria probablement un impacte sobre les seves migracions. Els rorquals blaus estiuegen a les altituds altes i fredes, on s'alimenten en aigües riques en krill i passen l'hivern a les altituds baixes, més càlides, on s'aparellen i donen a llum.
El canvi en les temperatures dels oceans també afectaria les fonts alimentàries dels rorquals blaus. L'escalfament i la caiguda dels nivells de salinitat provocarien un canvi important en la situació i l'abundància del krill.

## Museus

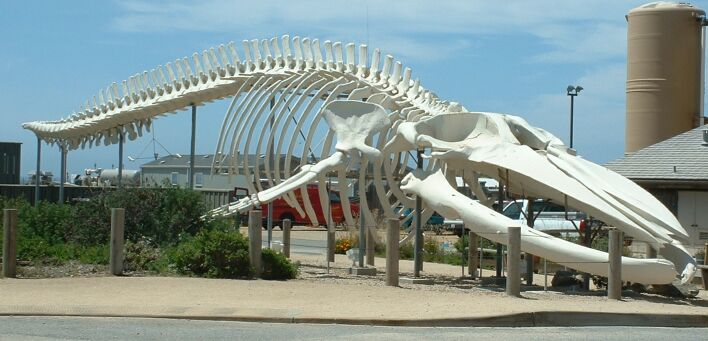
Esquelet de rorqual blau a l'exterior del Long Marine Laboratory de la Universitat de Califòrnia a Santa Cruz

El Museu d'Història Natural de Londres conté un cèlebre esquelet muntat i una rèplica a mida real de rorqual blau. Ambdós foren el primer espècimen d'aquest tipus al món però des d'aleshores han estat replicats a la Universitat de Califòrnia a Santa Cruz. Igualment, el Museu Americà d'Història Natural de Nova York té un model a mida real a la Sala de la Vida Oceànica de la Família Milstein.
L'Aquàrium del Pacífic de Long Beach (Califòrnia) té una rèplica a mida real d'una mare de rorqual blau amb la seva cria, suspesos del sostre de la seva sala principal.

## Observació de balenes
Es poden albirar rorquals blaus en creuers d'observació de balenes al golf de Maine i són l'atracció principal a la vora nord del golf de Sant Llorenç i l'estuari del Sant Llorenç.